# 蝴蝶 羽化する官能
『蝴蝶 羽化する官能』（原題：蝴蝶、英題：Butterfly） は、2004年に製作された香港映画。
原作は台湾の作家、 陳雪（チェン・シュエ）の短編小説「The Mark of Butterfly (蝴蝶的記號)」。
日本では、2004年の第17回東京国際映画祭「アジアの風」部門、第14回東京国際レズビアン&ゲイ映画祭にて公開された。また、2005年第1回関西 Queer Film Festivalでも上映された。

## ストーリー
夫と子供をもち平穏な生活を送る高校教師のフラヴィアは、ある日スーパーで魅力的な少女イップと出会う。その出会いが、心の奥に封印してきた、学生時代に愛し合ったチェンとの恋愛を蘇らせる。

## キャスト
- ジョシー・ホー･･･ディップ / フラヴィア
- ティエン・ユエン･･･イップ
- イザベル・チャン･･･学生時代のディップ
- ジャーマン・チャン･･･チェン （学生時代のディップの恋人）
- エリック・コット･･･ミン （ディップの夫）